# マッスルミュージカル
マッスルミュージカル（筋肉ミュージカル／MUSCLE MUSICAL）は、日本のオリジナルミュージカル作品である。
基本コンセプトは「筋肉で音楽を奏でる」であり、歌と芝居によって物語が進行するミュージカルではない、ブックレスミュージカルである。
高さ3メートルを超える巨大な跳び箱（モンスターボックス）の飛越、身体を叩いて奏でる壮大なリズム音楽（ボディスラップ）、超高速の腕立て伏せや連続側転、舞台上に設けられた水槽での水中アーティスティックスイミングといった演目が定番であり、歌や台詞は皆無に等しい。
演者の驚異的な身体能力を最大の武器として、舞台演劇に融合させた珍しい形式の舞台である。
2011年に一旦終了したが、2016年、新体制で復活することになった。

## 概要
出演者は、体操競技、新体操、トランポリン、アーティスティックスイミング、MTB（マウンテンバイク）、チアリーディングなどさまざまなスポーツの国内外チャンピン（オリンピック経験者を含む）やアスリートまたはギネス記録保持者が中心で、ダンサー、ジャグリング、ヨーヨー、一輪車などのパフォーマーも多数出演している。
これまでの主な出演者は、池谷直樹（跳び箱世界記録保持者）、武田美保（アーティスティックスイミング・オリンピック銀メダリスト）、中田大輔（トランポリン世界チャンピオン）、有薗啓剛（MTB世界チャンピオン）、稲田亜矢子（新体操・オリンピック団体5位）、Capliore（ダブルダッチ世界チャンピオン）、TOMMY（ヨーヨー世界チャンピオン）らの他、佐藤弘道、諸星和己、照英、永井大、金子昇、西山浩司、ボビー・オロゴン、水野裕子、小笠原大晃らのタレントもいる。
2004年、横浜に開設した専用劇場「マッスルシアター」を拠点とし、2007年からは東京・渋谷に移転。
2006年と2007年には『NHK紅白歌合戦』に出演し、ショー・ビジネスの本場であるラスベガスでも公演している（2006年、2007年、2009 - 2011年）。
また、4歳児から小学校3年生までを対象として、出演者が子供達に直接体操やダンスなどを指導するマッスルスクールも開校していた。

## 歴史

### 創始期
マッスルミュージカルが生まれるきっかけはTBS系テレビ番組『ケイン・ザ・マッスル』と『筋肉番付』である。
発案者は番組に出演していた照英とされているが、実際には番組スタッフの発案で、プロデューサーの樋口潮は反対していたという。
構成・演出・振付を中村龍史、リーダーを照英とする1回限りの公演として、2001年12月9日「TRY OUT」を彩の国さいたま芸術劇場で開催することが発表されると、前売りチケットは5分で完売し公演そのものも大好評だったため、継続的に上演され、地方公演もスタートすることになった。
11月に樋口潮がTBSを退社して独立。マッスルミュージカルの企画・制作は樋口が1997年に立ち上げた「有限会社デジタルナイン」（2006年に株式会社に商号変更）が請け負い、樋口を総合プロデューサー、TBSを興行の主催者として公演が続いた。

### 最盛期
2004年4月、横浜赤レンガ倉庫近くの市有地を借り受けて専用劇場「マッスルシアター」を建設し、24日にこけら落とし公演（50公演）がおこなわれた。
2005年からはフジテレビでテレビ番組「海筋肉王 〜バイキング〜」が放映開始されたことで興行主催者はフジテレビに切り替わったが、公演を重ねるごとに人気は高まり、チケット入手も困難になるほど観客動員数がピークを迎えた。
2006年3月 - 4月、選抜メンバーをラスベガスへ送り、『リビエラ・ホテル&カジノ』で59公演を開催。日本のオリジナルミュージカルとしては史上初であった。
2006年9月に横浜マッスルシアターが閉館した後の2007年4月21日、渋谷のSHIBUYA-AX隣に新たな専用劇場「渋谷マッスルシアター」がオープンした。オープニング公演「Jungle」（63公演）初日には、多数の芸能人や著名人が来場している。

### 問題点
しかし、観客動員数の増加とはうらはらに、演者たちが過酷な状況に陥っていたことを表す事態が公になっていた。
テレビ収録中に演者が負った怪我（左膝靱帯断裂）の労災認定を求めて数名の出演者が労働組合を結成し、労働基準監督署に運営側への指導をもとめた。演者とマッスルミュージカルとの契約は有期限の出演契約であり雇用契約ではないため労災は適用されないのが普通であるが、労働組合側は、年間2,000時間近い拘束時間やマッスルミュージカル側に絶対服従を強いられる関係は雇用同然だと主張した。
この案件は1年8か月の論争ののち、2009年2月に労災認定が下されることで決着するが、華やかな舞台裏で起きていた生々しい実態が露呈され、最高責任者である樋口に対する批判は一部のファン層にまで広がった。
更には2007年夏公演を最後に、これまで構成・演出を手がけてきた中村龍史が退任すると、公演が終わる度に、中村を追うように人気演者が次々と降板する。のちに中村は「方向性の違いで辞めた」と公言し、降板したパフォーマーたちと別団体「中村JAPANドラマティックカンパニー」を立ち上げている。

### 終焉期
2011年は地方公演から始まったが、3月11日、東日本大震災が発生した。マッスルミュージカルの一行は12日の鳴門市公演に備えて徳島県に入っており、現地における震災の影響は殆どなかったことから舞台は予定通り上演されたが、以降の地方公演のスケジュールはキャンセルとなった。
大震災の影響によりイベントやコンサート、演劇の公演自粛・中止・延期が次々と発表されていた3月25日、マッスルミュージカルは渋谷で新作「SONGOKUH」を上演することを発表した。韓国のアイドルグループ3組との共演作品で、コンサート「K-POPライブ」も並行して開かれる予定であった。4月27日の初日から7月3日までの47公演が予定され、前売りチケットの販売もはじまった。初日まで2週間を切った4月14日、震災による放射能拡散の影響を懸念した韓国側およびそのファンに配慮したという理由で公演の延期が発表され、4月29日から10周年記念「GW特別公演」（9公演）を上演することが併せて発表された。
GW特別公演の最中である5月2日、延期されていた「SONGOKUH」および「K-POPライブ」の上演決定が発表された（5月25日から7月3日まで。韓国アイドルグループの出演は2組に変更）。4月に延期された公演のチケット払い戻しはまだ完了していなかったが、5月9日には新たなチケットの販売がはじまった。
ところが初日5日前の5月20日、渋谷マッスルシアターに防災上の問題点が指摘され、使用を禁止されたことで公演の中止が発表された。その後、経緯の説明も改修工事を行なったという発表もなく放置され、そのまま閉鎖となった。
前述のトラブルや大震災の影響により、運営会社のデジタルナインおよびモンスター・ナインの経営が窮地に追い込まれる中、6月4日と5日に「SONGOKUH」の縮小バージョンと思われる「GOKUH」（2公演）が世田谷区民会館で上演された。
いっぽう2009年7月31日に初日を開けたラスベガス公演は、2年間で通算604公演を上演して2011年7月13日に千秋楽を迎えた。
マッスルミュージカルは「GOKUH」公演以降しばらく中断するが、2011年12月14日に崇城大学市民ホールで、“九州学院創立100周年記念”として上演されるJAPANツアーの前売りチケットが、マッスルミュージカル側からの事前発表がないにもかかわらず、9月3日に販売が開始された。
そして2011年11月11日、資金繰りが悪化していたことなどを理由に、運営会社のデジタルナインおよびモンスター・ナインは、東京地方裁判所に自己破産を申し立て、破産手続きを開始した。負債は2社あわせて35億6600万円。
予定されていた熊本公演は関係者の尽力によって無事に上演され、これをもってマッスルミュージカルは完全終了となった。
なお、閉鎖後のマッスルシアターは、女性向けアパレルブランドとパズルゲーム雑誌出版の会社である「アイア」が購入し2012年9月に「アイアシアタートーキョー」としてリニューアルオープンし、2018年末まで運用されていた。

### 復活
マッスルミュージカルの終了後も、かつての出演者たちがそれぞれの場所で、同様のコンセプトの筋肉パフォーマンス公演を行っていた。
2015年、筋肉番付のかつての構成作家の一人川野孝弘が、自身の放送作家事務所「Ring」で、マッスルミュージカルの商標権を取得。
かつての出演者である池谷直樹が率いる筋肉パフォーマンスミュージカル「サムライロックオーケストラ」の公演として、『マッスルミュージカル〜ふしぎの国のアリス〜』のタイトルで、2016年天王洲 銀河劇場で上演。主演は浅田舞。
2018年2月18日には「マッスルミュージカル2018」として１日限定復活。元AKB48の梅田彩佳、俳優の中村誠治郎、お笑い芸人の安藤なつらをパフォーマーに迎える。

## 上演履歴
1. 2001年12月9日 『TRY OUT』　彩の国さいたま芸術劇場
2. 2002年4月27日 - 5月6日 『ACT ON MUSCLE』 赤坂ACTシアター
3. 2003年4月26日 - 5月11日 『LOVE OF MUSCLE』 赤坂ACTシアター
4. 2003年8月9日 - 8月29日 『SUMMER』 新国立劇場中劇場他
5. 2004年4月24日 - 5月31日 『春公演』 横浜マッスルシアター
6. 2004年7月17日 - 8月31日 『夏公演』 横浜マッスルシアター
7. 2004年9月3日 - 9月29日 『地方公演』 長崎ブリックホール他
8. 2004年12月4日 - 12月26日 『X'mas』 横浜マッスルシアター
9. 2005年4月23日 - 6月5日 『VIKING』 横浜マッスルシアター
10. 2005年6月9日 - 6月19日 『大阪公演』 シアターBRAVA!
11. 2005年7月16日 - 8月31日 『夏休み公演』 横浜マッスルシアター
12. 2005年9月7日 - 11月30日 JAPAN TOUR 『祭』 
  - 秋田県民会館、郡山市民文化センター、仙台サンプラザ、静岡市民文化会館、石川厚生年金会館、新潟県民会館、愛知厚生年金会館、福岡市民会館、香川県県民ホール、大阪厚生年金会館、iichikoグランシアタ（大分）、宮崎市民文化ホール、鹿児島市民文化ホール、沖縄コンベンションセンター、北海道厚生年金会館
13. 2005年12月17日 - 2006年1月9日 2005年冬公演3部作 横浜マッスルシアター
14. 2006年3月1日 - 4月29日 ラスベガス公演『MATSURI』　リビエラ・ホテル＆カジノ
15. 2006年4月22日 - 5月28日 『M DOGS』　横浜マッスルシアター
  - 中村龍史の演出では唯一のストーリー物
16. 2006年7月15日－8月31日　『祭 MATSURI』　お台場冒険王
17. 2006年7月15日－9月3日　『まつり』　横浜マッスルシアター
18. 2006年9月8日－11月7日　JAPAN TOUR『まつり』
  - 名古屋センチュリーホール、北海道厚生年金会館、神戸国際会館、福井フェニックスプラザ、静岡市民文化会館、長崎ブリックホール、松山市民会館、福岡市民会館、周南市文化会館、広島厚生年金会館、オーバードホール、新潟県民会館、長野県民文化会館、鹿児島市民文化ホール、iichikoグランシアタ（大分）、沖縄コンベンションセンター劇場
19. 2006年12月15日－12月16日　JAPAN TOUR東京凱旋公演『まつり』NHKホール
20. 2006年12月28日－12月30日　『2006 MAX in 有明コロシアム』3部作　有明コロシアム
21. 2007年4月21日 - 6月17日　『2007年 オープニング公演』　渋谷マッスルシアター
22. 2007年5月20日 - 11月11日　マッスルミュージカル　2007ラスベガス公演『MATSURI』　サハラ・ホテル＆カジノ
23. 2007年7月20日 - 9月9日　マッスルミュージカル　2007夏公演『MATSURI』／追加公演　渋谷マッスルシアター
24. 2007年7月26日 - 12月14日　マッスルミュージカル　2007JAPAN TOUR『Jangle』　渋谷マッスルシアター
25. 2007年10月6日 - 11月25日　マッスルミュージカル2007 -秋祭-　渋谷マッスルシアター
26. 2007年12月22日 - 1月14日　マッスルミュージカル　2007冬公演『The Best』　渋谷マッスルシアター
27. 2008年3月19日 - 4月6日　マッスルミュージカル　2008春休みスペシャル公演『GOLD』　渋谷マッスルシアター
28. 2008年4月29日 - 6月8日　マッスルミュージカル　2008GW公演『Voyage』　渋谷マッスルシアター 
  - 演出家と振付師が一新され、ブライン・パーク（演出）、レイ・リーパー（振付）、ベン・ポトヴイン（アクロバット・振付）というラスベガスのショー・ビジネス界で活躍中のクリエイター陣が迎えられ、衣装総合プロデュースをコシノジュンコが担当した。
29. 2008年7月18日 - 9月7日　マッスルミュージカル　2008夏公演『祭』～花魁Oiran～　渋谷マッスルシアター 
  - 「花魁」をモチーフにした和の冒険ファンタジー。豪華絢爛な衣裳が話題になり、芝居・体操・アクロバット・ダンスのバランスもよく、見た目のインパクトも強いため、この後の夏公演や地方公演、2009年7月からはじまる三度目のラスベガス公演でも繰り返し上演される定番演目となった。
30. 2008年9月13日 - 9月23日　マッスルミュージカル　2008夏特別公演　渋谷マッスルシアター
31. 2008年10月25日 - 12月14日　マッスルミュージカル　2008秋冬公演『Magicarade(マジカレード)』　渋谷マッスルシアター
32. 2008年10月28日 - 11月7日　マッスルミュージカル　2008秋特別三都市公演　 
  - 越谷公演：サンシティ越谷　厚木公演：厚木市文化会館　府中公演：府中の森芸術劇場
33. 2008年12月20日 - 2009年1月12日　マッスルミュージカル　年末年始公演『Celebration(セレブレーション)』　渋谷マッスルシアター
34. 2009年2月22日 - 6月14日　マッスルミュージカル　2009公演『TREASURE(トレジャー)』　渋谷マッスルシアター
  - 王子と王女の禁じられた恋の物語であり冒険物語。公演数は99回にのぼり、マッスルミュージカル史上最多となった。振付のフランキー・アビナを除くアメリカ人演出陣とコシノ・ジュンコはこの公演を最後にマッスルミュージカルを離れ、演出・構成は再び樋口潮、衣裳は中村時代からのスタッフが担当する。
35. 2009年7月18日 - 9月27日　マッスルミュージカル　2009公演『祭－MATSURI－』　渋谷マッスルシアター
36. 2009年7月31日 - 2011年7月13日　マッスルミュージカル ラスベガス公演『MATSURI 祭～OIRAN～』　インペリアルパレスホテル&カジノ
37. 2009年10月1日 - 12月6日　マッスルミュージカル 2009 祭公演『花魁Oiran』　渋谷マッスルシアター
38. 2009年12月19日 - 2010年1月31日　マッスルミュージカル 2009 冬公演『Gift（ギフト）』　渋谷マッスルシアター
39. 2010年2月13日 - 3月31日　マッスルミュージカル早春公演『Gift～スプリングバージョン～』　渋谷マッスルシアター
40. 2010年4月10日 - 5月30日　マッスルミュージカル春公演『M-JUMP（エムジャンプ）』　渋谷マッスルシアター
41. 2010年6月3日 - 10月31日　マッスルミュージカル 2010 JAPANツアー 
  - 渋谷マッスルシアター、狭山市市民会館、川口総合文化センター、中京大学文化市民会館、大垣市民会館、大宮ソニックシティ、グリーンホール相模大野、八王子市民会館、菊川文化会館、静岡市民文化会館、神奈川県民ホール、神栖市文化センター、東金文化会館、秦野市文化会館、成田国際文化会館、千葉県文化会館、和歌山市民会館、神戸文化ホール、メルパルクOSAKA（新大阪）、倉敷市民会館、熊谷会館、新潟テルサ、茨城県立県民文化センター、宇都宮市文化会館、土浦市民会館、沖縄コンベンションセンター劇場
42. 2010年7月24日 - 8月25日　マッスルミュージカル夏公演『祭～花魁～』　渋谷マッスルシアター
43. 2010年10月5日 - 12月12日　マッスルミュージカル秋冬公演『M-JUMP（エムジャンプ）』　渋谷マッスルシアター
44. 2010年12月18日 - 2011年1月10日　マッスルミュージカル年末年始公演『祭～冬の宴～』　渋谷マッスルシアター
45. 2011年1月6日 - 3月12日　マッスルミュージカル2011 JAPAN ツアー
  - アクトシティ浜松、よこすか芸術劇場、調布市グリーンホール、大宮ソニックシティ、鎌倉芸術館、沼津市民文化センター、福岡サンパレス、佐賀市文化会館、長崎ブリックホール、ハーモニーホール座間、習志野文化ホール、群馬音楽センター、いわき芸術文化交流館アリオス、福島県文化センター、東京エレクトロンホール宮城、アスカル幸手、福井市文化会館、金沢歌劇座、富山市芸術文化ホール、射水市新湊中央文化会館、伊勢崎市文化会館、香川県県民ホール、高知市文化プラザかるぽーと、鳴門市文化会館
  - 3月18日の市原市、19日と20日の松戸市、25日の甲府市の4公演は中止された。
46. 2011年4月29日 - 5月12日　マッスルミュージカル10周年記念『GW特別公演』　渋谷マッスルシアター
  - 内容は「大奥」であったが、この公演の前までに演者数名が降板したため演出は部分的に変更された。
47. 2011年6月4日 - 6月5日　マッスルミュージカル2011『GOKUH』　世田谷区民会館
  - 孫悟空の物語をモチーフとし、「Voyage」から「M-JUMP」までの総決算的な構成・演出
48. 2011年10月20日　慶應義塾大学日吉キャンパス「慶應連合三田会大会」
49. 2011年12月14日　崇城大学市民ホール（熊本市民会館）

## 歴代出演者
50音順・★は2011年の出演者
- 青木祐介★
- 浅見清香
- 有薗啓剛★
- 有松知美★
- 安未史★
- 飯作あゆり★
- 池谷直樹★
- 石川輝一★
- 市川千尋
- 稲田亜矢子
- 今井葉菜
- 今村ゆり子
- 上田優
- 宇田川友美★
- 大野愛地 - ウェイバックマシン（2009年3月23日アーカイブ分）★
- 小笠原大晃
- 小沢美咲
- 小田島あずさ★
- 鹿島由香
- 粕谷聡子★
- 粕谷まり
- 片山敬太郎
- 門井佐登美★
- 鴨下瞬
- 金山阿希★
- 金子昇
- 金子陽祐★
- Capliore★
- カルロス（アポロブラザーズ）★
- 川島孝幸
- 川西隆由樹★
- 川原亜矢子★（モデル・女優の川原亜矢子とは同姓同名の別人）
- 川原拓也★
- 川又章季
- 小宮理英★
- 境野智美
- 境野友香
- 佐藤弘道★
- Jay
- 重村俊介★
- 柴野泰芳
- 清水あすか
- 照英
- 島田裕代★
- シャオ・ユー★
- 白田麗子
- 進藤一宏(ボンバングー)
- 鈴木伸治
- 添谷まり恵★
- 脊戸田英次★
- 高橋博光
- 高星寿子
- 武井壮
- 武子展久
- 武田美保
- 龍美★
- 玉手みずき
- TanBa
- 千葉靖子
- 土屋幸子
- 土屋舞
- TERU
- 知幸
- TOMMY★
- 中尾葉★
- 直也
- 永井大
- 長崎峻侑
- 中田大輔★
- 中野月子★
- 西村幸子★
- 西村美保
- 西山浩司
- 深澤英之
- 藤代有希
- 藤森えいり
- ボビー・オロゴン
- 松下祥恵★
- マルコ（アポロブラザーズ）★
- 水野裕子（3～8）
- 三田真央
- 三井太一
- 美濃部京子★
- 三宅綾子
- 守上大輔★
- 諸星和己
- 山城秀彬★
- 山田海蜂
- 山田祐也
- 吉川泰昭
- 米盛正人★
- 渡邉愛美★
- 渡辺翔史
- 王健